# Svartstrupig eremit
Svartstrupig eremit (Phaethornis atrimentalis) är en fågel i familjen kolibrier.

## Utbredning och systematik
Svartstrupig eremit delas in i två underarter med följande utbredning:
- Phaethornis atrimentalis atrimentalis – förekommer i östra Anderna i Colombia, Ecuador och norra Peru
- Phaethornis atrimentalis riojae – förekommer i centrala Peru

## Status och hot
Arten har ett stort utbredningsområde, men tros minska i antal, dock inte tillräckligt kraftigt för att den ska betraktas som hotad. Internationella naturvårdsunionen IUCN listar arten som livskraftig (LC).